# Hypogaea brunnea
Hypogaea brunnea är en svampart som beskrevs av E. Horak 1964. Hypogaea brunnea ingår i släktet Hypogaea och familjen Agaricaceae.   Inga underarter finns listade i Catalogue of Life.